# Sabas de Polonia

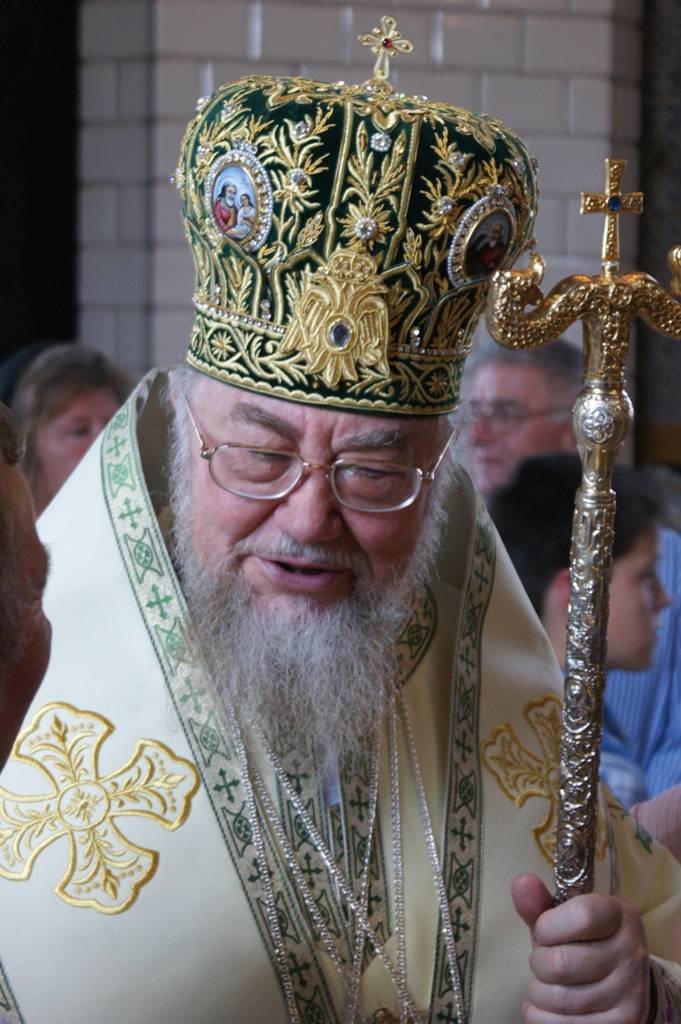
Imagen del Metropolitano Sabas de Polonia, 2010.

Sabas de Polonia, de nombre secular, Michał Hrycuniak (14 de abril de 1938, Śniatycze) es el Arzobispo de Varsovia y Metropolitano de toda Polonia, Primado de la Iglesia ortodoxa de Polonia, desde 1998.Con anterioridad, ocupó los obispados de Białystok y Gdańsk entre 1981 y 1988 y los de Łódź y Poznań entre 1979 y 1981. 
Se le acusó de haber sido confidente de las autoridades comunistas polacas en el marco de la llamada operación Bizancio desde fecha tan temprana como la década de los 60. Tales acusaciones no se han sustanciado legalmente, y han sido rechazadas por él.